# Rue Boyer
La rue Boyer est une voie située dans le quartier du Père-Lachaise du 20e arrondissement de Paris, en France.

## Origine du nom
Elle porte le nom du médecin Philippe Boyer (1802-1858), professeur agrégé de la Faculté de médecine de Paris et chirurgien à l'hôtel-Dieu de Paris,. Il est l'auteur, en 1836, du Traité pratique de la syphilis et du Traité des maladies chirurgicales et des opérations qui leur conviennent en 1844.
Philippe Boyer est le fils du baron Alexis Boyer (1757-1833), anatomiste, premier chirurgien de Napoléon Ier en 1805 et chirurgien de l’hôpital de la Charité de Paris.

## Historique
Cette rue résulte de la réunion de :
- une voie classée dans la voirie de Paris par un décret du 28 janvier 1876, entre les rues de Ménilmontant et Laurence-Savart, sous le nom de « rue du Pont-de-Turbigo », puis par celui de « rue de Magenta » avant de prendre celui de « rue Boyer » par un décret du 10 février 1875 ;
- une voie ouverte par un décret du 28 janvier 1876, entre les rues de la Bidassoa et Laurence-Savart sous le nom de « rue du Cantonnier-Sombret[3] » avant qu'elle prenne quelque temps plus tard le nom de « rue Boyer ».

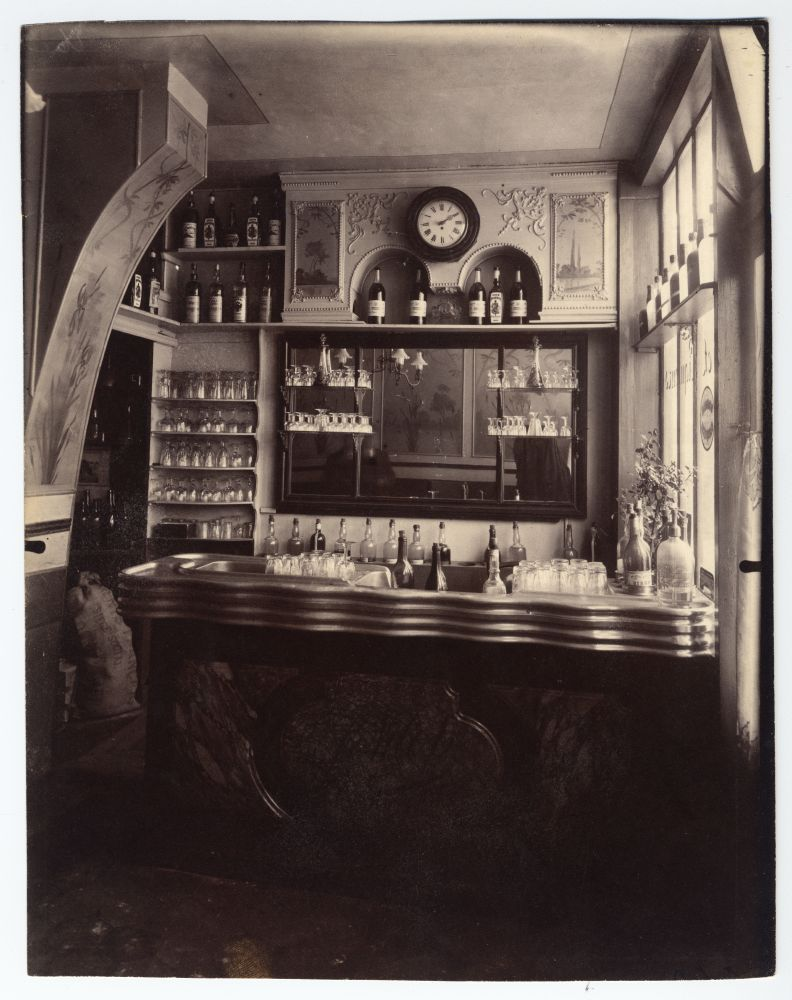
Marchand de vin, rue Boyer, par Eugène Atget (1910).

## Bâtiments remarquables et lieux de mémoire
- Nos 19-21 : La Bellevilloise.
- Nos 23-25 : ancien cinéma Stella (Les Étoiles, Cinéma Boyer, Le Bellevillois), entre 1927 et 1956[4].
- No 25 : La Maroquinerie.
- Au niveau du no 38, la formation d'un fontis engloutit sept personnes, le 27 juillet 1778[5].

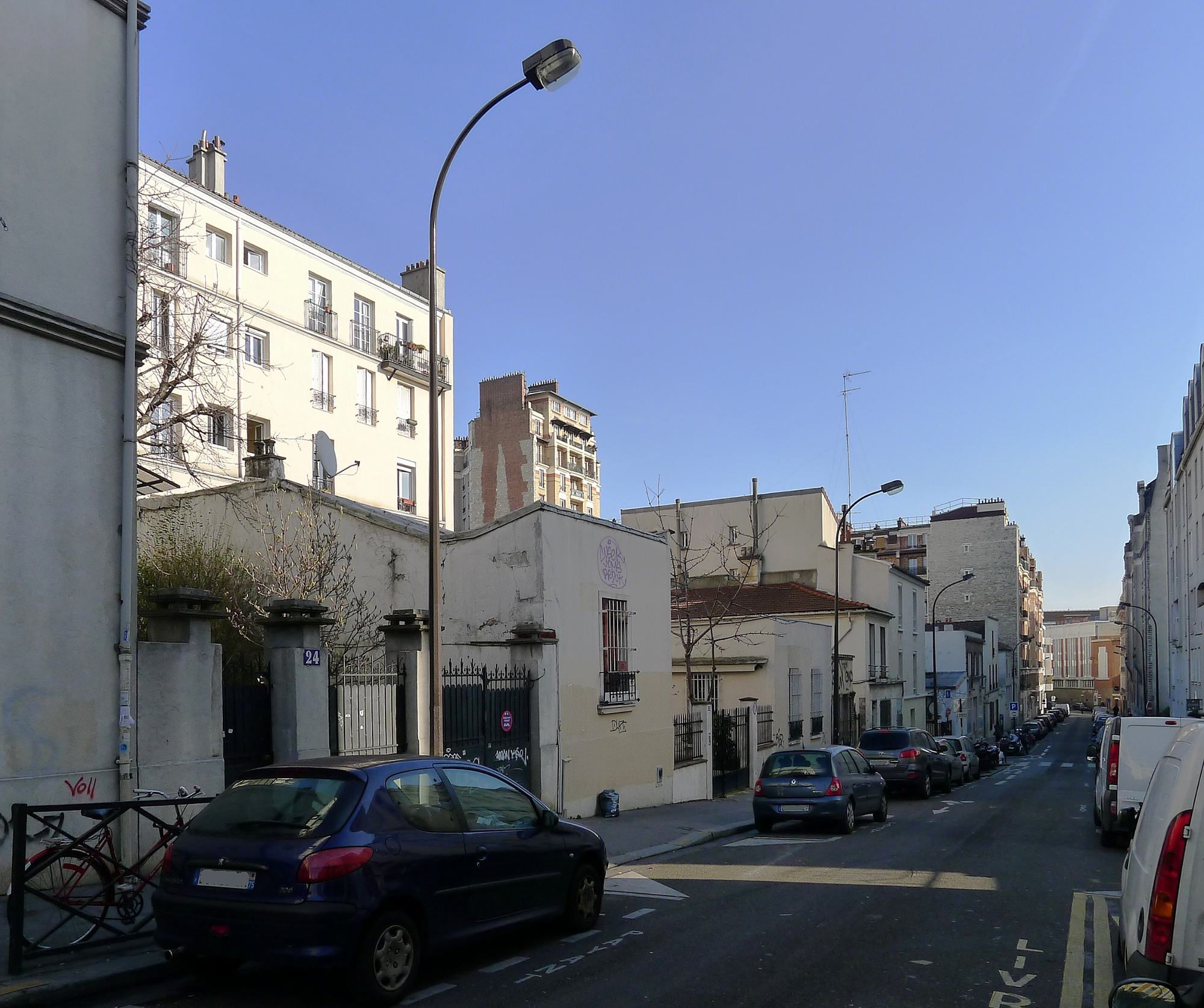
Maisons particulières.
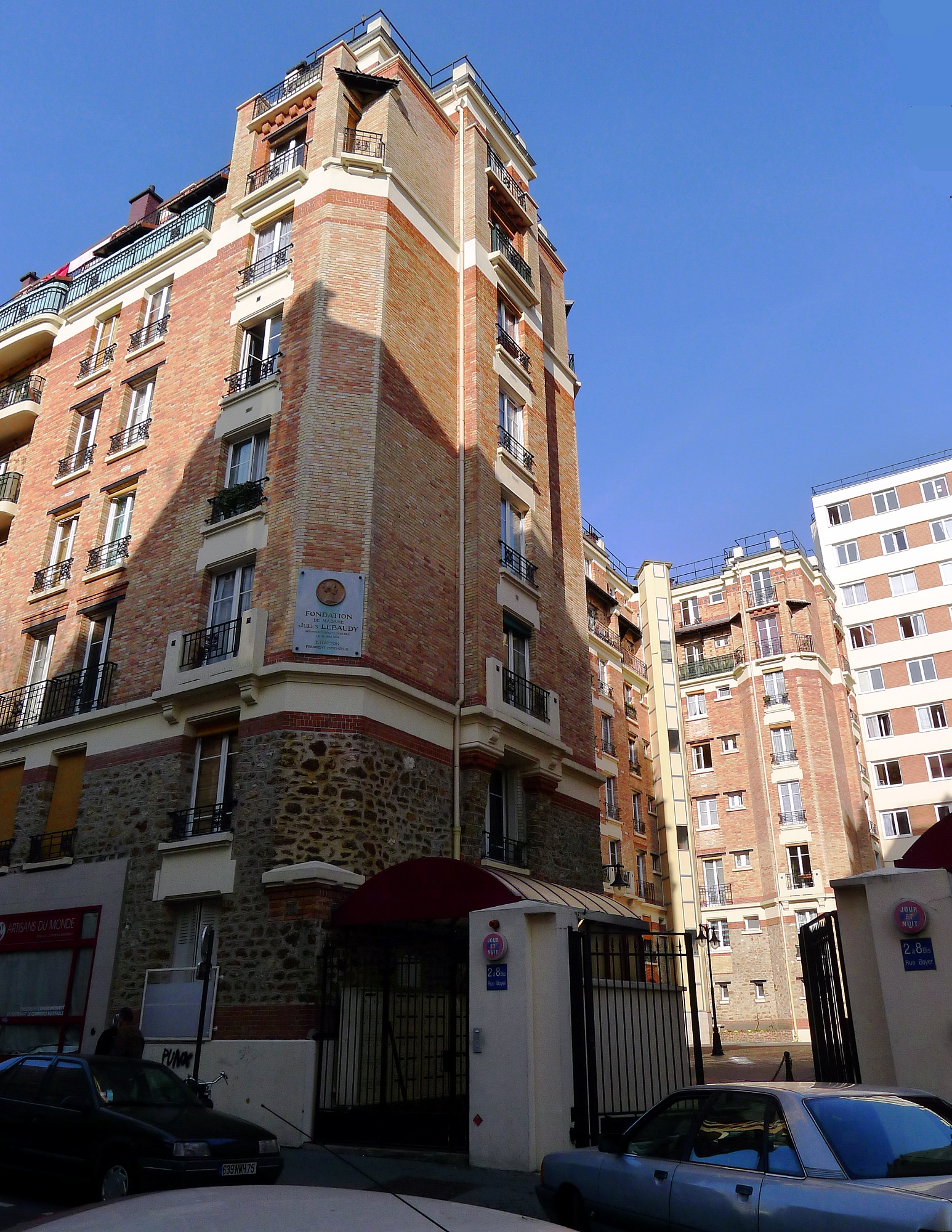
Immeubles de la fondation de Mme Jules Lebaudy.